# Frodo Saquet
Frodo Saquet (Frodo Baggins en l'original anglès) és un personatge fictici de l'univers de J.R.R. Tolkien, la Terra Mitjana. És el protagonista principal de l'obra El Senyor dels Anells.

## Biografia

### Abans de la descoberta de l'Anell
Frodo va néixer el 22 de setembre de l'any 2968 de la Tercera Edat, fill de Drogo Saquet i de Prímula Brandiboc. L'any 2980 els seus dos pares moriren ofegats quan la barca en la qual navegaven va naufragar. Com que era menor d'edat, Frodo va ser adoptat per la família de la seva mare fins que el 2989 va passar sota la tutela de Bilbo Saquet, amb qui eren parents tant per part de pare com per part de mare. Van viure junts durant dotze anys a la residència dels Saquet: l'Atzusac.

### El Senyor dels Anells
Quan Bilbo va abandonar la Comarca després del seu cent onzè aniversari, va designar a Frodo com el seu hereu llegant-li totes les seves propietats, incloent-hi l'espasa "Fibló", la cota de malla de mithril, i el seu anell màgic. Respecte a l'anell, Gàndalf va advertir a Frodo que el guardés en secret, i així ho va fer durant els disset anys que van passar fins que el mag va tornar per confirmar les seves sospites que es tractava de l'Anell Únic.
Seguint les instruccions de Gàndalf va dirigir-se en secret cap a Rivendell, acompanyat només d'aquells en qui més podia confiar. Amb el seu jardiner Sam, i els seus cosins Pippin Tuc i Merry Brandiboc va abandonar la Comarca. Adoptà el sobrenom Puigdavall per a registrar-se com a hoste a la taverna del Cavallet Presumit. Fugint d'uns misteriosos genets negres que el perseguien durant el viatge, va trobar-se amb Gambús, un muntaner del nord que es va oferir com a guia. A la Pica del Temps, un dels genets negres va ferir a Frodo amb una fulla de Mórgul, causant-li una ferida que va estar a punt de costar-li la vida.
Un cop a Rivendell va assistir al Consell de N'Élrond, on es va prendre la decisió de destruir l'Anell. Es va designar una germandat de nou membres que duria a terme la perillosa missió, i Frodo va acceptar de ser el portador de l'Anell. Suportant la responsabilitat de la feixuga càrrega que aguantava, va avançar amb la germandat cap al sud, a través de Mória, Lothlórien i pel Riu Ànduin. A Àmon-Hen en Frodo va adonar-se de la creixent divisió en el si de la germandat sobre la ruta a seguir, i quan Bóromir va intentar prendre-li l'Anell per usar-lo contra el Senyor Fosc, va decidir abandonar els seus companys i seguir el seu camí en solitari.
Acompanyat per Sam, que va descobrir-li les intencions i el va seguir, van travessar l'Emyn Muil. Allà van trobar a Gòl·lum, que encara volia recuperar l'anell que havia posseït durant segles. Frodo va capturar-lo i el va "domesticar", fent-lo servir com a guia cap a Mórdor. Entre ells dos es va crear una mena de vincle, sent coneixedors de com era de dur portar l'Anell.
Però Gòl·lum va trair-los, enviant-los al cau de l'Aranyerra amb l'esperança de robar l'Anell quan l'aranya gegant els hagués devorat. L'Aranyerra va mossegar Frodo, deixant-lo paralitzat pel seu verí. Sam la va fer fugir, però creient que Frodo era mort va agafar l'Anell.
Els orcs de Cirith Úngol van trobar Frodo i se'l van endur a la torre. En descobrir que el seu company era viu, Sam va emprendre una missió de rescat. Finalment van arribar al Mont del Fat. En aquest punt, Frodo estava completament esgotat i la influència de l'anell havia debilitat la seva voluntat de manera que un cop arribat al vessant del volcà va decidir de renunciar a la missió i quedar-se l'Anell per a ell. Aleshores Gòl·lum va aparèixer i va arrencar-li l'anell del dit d'una mossegada. Però Gòl·lum va perdre l'equilibri i va caure a les esquerdes del fat amb l'Anell. Frodo i Sam van ser salvats per les àguiles de Manwë abans de morir sepultats per la lava del volcà en erupció.

### Després de la caiguda de Sàuron
El portador de l'Anell va ser objecte de grans elogis, com a figura determinant en la derrota del Senyor Fosc i l'establiment del Regne Reunificat d'Àrnor i Góndor. De retorn a la Comarca, Frodo va ajudar a reparar les destrosses causades per Sàruman, però va renunciar a brandar espasa o armes de cap mena.
Mai no es va recuperar de les ferides físiques, emocionals i psicològiques que va sofrir durant la Guerra de l'Anell. Va servir breument com a Alcalde de la Comarca, però va dimitir tot i que molts desitjaven que es mantingués en el càrrec. Dos anys després de la destrucció de l'Anell, els portadors Frodo i Bilbo van rebre el permís per navegar cap a les Terres Inmortals. El 29 de setembre de l'any 3021 de la Tercera Edat es van embarcar a les Rades Grises juntament amb Gàndalf, n'Èlrond i na Galàdriel.

## Els Saquet de l'Atzusac
```
Balbo Saquet = Berylla Bòfin
|
-------------------------------------
| |
Mungo = Laura Grufer Largo Saquet = Tanta Cornet
| |
Bungo = Belladonna Tuc Fosco = Ruby Bultós
| |

Bilbo
 ----------------------------------------
| | |
Dora Drogo = Prímula Brandiboc Dudo
| 

Frodo
```

Prímula Brandiboc era filla de Mirabella Tuc, germana de Belladona Tuc. Per això, Bilbo i Frodo eren cosins per part de pare i per part de mare.

## Adaptacions
En la versió cinematogràfica de Peter Jackson, El Senyor dels Anells, l'actor Elijah Wood interpreta en Frodo a les tres pel·lícules de la trilogia.